# Dichaea
Genre
Classification phylogénétique
Dichaea est un genre d'orchidées d'Amérique du Sud comptant 118 espèces. 

## Description
Orchidées épiphytes
Tiges aplaties avec de nombreuses feuilles articulées.
Fleurs petites, rondes, avec un labelle en forme d'ancre.

## Biologie
Pollinisées par les abeilles du genre Euglossine.

## Répartition
Forêts tropicales humides du sud de Mexique au sud du Brésil.

## Liste d'espèces
- Dichaea acroblepara  Schltr. (1923)
- Dichaea acuminata  Schltr. (1920)
- Dichaea alcantarae  D.E.Benn. & Christenson (1998)
- Dichaea alinae  Szlach. (2006)
- Dichaea anchorifera  Cogn. (1906)
- Dichaea ancoraelabia  C.Schweinf. (1947)
- Dichaea anguina  Schltr. (1929)
- Dichaea angustifolia  H.G.Jones (1970)
- Dichaea angustisegmenta  Dodson (1980)
- Dichaea antioquiensis  Kraenzl. (1923)
- Dichaea australis  Cogn. (1906)
- Dichaea benzingii  Dodson (1993)
- Dichaea boliviana  T.Hashim. (1974)
- Dichaea brachyphylla  Rchb.f. (1859)
- Dichaea brachypoda  Rchb.f. (1866)
- Dichaea brevicaulis  Cogn. (1906)
- Dichaea bryophila  Rchb.f. (1881)
- Dichaea buchtienii  Schltr. (1922)
- Dichaea cachacoensis  Dodson (1993)
- Dichaea calyculata  Poepp. & Endl. (1836)
- Dichaea camaridioides  Schltr. (1920)
- Dichaea campanulata  C.Schweinf. (1947)
- Dichaea caquetana  Schltr. (1924)
- Dichaea caveroi  D.E.Benn. & Christenson (2001)
- Dichaea chasei  Dodson (1993)
- Dichaea chiquindensis  Kraenzl. (1923)
- Dichaea ciliolata  Rolfe (1917)
- Dichaea cleistogama  Dodson (1989)
- Dichaea cogniauxiana  Schltr. (1922)
- Dichaea cornuta  S.Moore (1894)
- Dichaea costaricensis  Schltr. (1923)
- Dichaea cryptarrhena  Rchb.f. ex Kraenzl. (1923)
- Dichaea dammeriana  Kraenzl. (1923)
- Dichaea delcastilloi  D.E.Benn. & Christenson (1998)
- Dichaea dressleri  Folsom (2006)
- Dichaea ecuadorensis  Schltr. (1921)
- Dichaea eligulata  Folsom (1994)
- Dichaea elliptica  Dressler & Folsom (2002)
- Dichaea escobariana  Dodson (1993)
- Dichaea filiarum  Pupulin (2005)
- Dichaea fragrantissima  Folsom (1994)
- Dichaea galeata  Dodson (1997
- Dichaea globosa  Dressler & Pupulin (2006)
- Dichaea gomez-lauritoi  Pupulin (2007)
- Dichaea gorgonensis  Rchb.f. (1876)
- Dichaea gracillima  C.Schweinf. (1938)
- Dichaea graminoides  (Sw.) Lindl. (1833)
- Dichaea hamata  Rolfe ex Stapf (1895)
- Dichaea hirtzii  Dodson (1993)
- Dichaea histrio  Rchb.f. (1859)
- Dichaea hollinensis  Dodson (1993)
- Dichaea humilis  Cogn. (1906)
- Dichaea hutchisonii  D.E.Benn. & Christenson (2001)
- Dichaea hystricina  Rchb.f. (1865)
- Dichaea intermedia  Ames & Correll (1943)
- Dichaea kegelii  Rchb.f. (1877)
- Dichaea lagotis  Rchb.f. (1876)
- Dichaea lankesteri  Ames (1923)
- Dichaea latifolia  Lindl. (1833)
- Dichaea laxa  (Ruiz & Pav.) Poepp. & Endl. (1836)
- Dichaea lehmanniana  Kraenzl. (1923)
- Dichaea lehmannii  Schltr. (1920)
- Dichaea longa  Schltr. (1922)
- Dichaea longipedunculata  D.E.Benn. & Christenson (1998)
- Dichaea longissima  Kraenzl. (1923)
- Dichaea luerorum  Dodson (1993)
- Dichaea mattogrossensis  Brade (1943)
- Dichaea moronensis  Dodson (1993)
- Dichaea morrisii  Fawc. & Rendle (1910)
- Dichaea mosenii  Rchb.f. (1881)
- Dichaea muricatoides  Hamer & Garay (1974)
- Dichaea muyuyacensis  Dodson (1993)
- Dichaea neglecta  Schltr. (1918)
- Dichaea ochracea  Lindl. (1839)
- Dichaea oerstedii  Rchb.f. (1855)
- Dichaea ovatipetala  Schltr. (1923)
- Dichaea oxyglossa  Schltr. (1923)
- Dichaea panamensis  Lindl. (1833)
- Dichaea pendula  (Aubl.) Cogn. (1903) - Typus Species -
- Dichaea peruviensis  D.E.Benn. & Christenson (2001)
- Dichaea poicillantha  Schltr. (1923)
- Dichaea potamophila  Folsom (1994)
- Dichaea pumila  Barb.Rodr. (1877)
- Dichaea rendlei  Gleason (1927)
- Dichaea retroflexa  Kraenzl. (1923)
- Dichaea retroflexiligula  Folsom (1994)
- Dichaea richii  Dodson (1977)
- Dichaea riopalenquensis  Dodson (1977)
- Dichaea rodriguesii  Pabst (1956)
- Dichaea rubroviolacea  Dodson (1989)
- Dichaea sarapiquinsis  Folsom (1994)
- Dichaea schlechteri  Folsom (1994)
- Dichaea selaginella  Schltr. (1920)
- Dichaea sodiroi  Schltr. (1921)
- Dichaea splitgerberi  Rchb.f. (1859)
- Dichaea squarrosa  Lindl. (1840)
- Dichaea standleyi  Ames (1925)
- Dichaea stenophylla  Schltr. (1929)
- Dichaea suarezii  Dodson (1989)
- Dichaea tachirensis  G.A.Romero & Carnevali (2000)
- Dichaea tamboensis  Dodson (1989)
- Dichaea tenuifolia  Schltr. (1920)
- Dichaea tenuis  C.Schweinf. (1952)
- Dichaea tigrina  Rchb.f. ex Regel (1868)
- Dichaea trachysepala  Schltr. (1924)
- Dichaea trichocarpa  (Sw.) Lindl. (1833)
- Dichaea trulla  Rchb.f. (1866)
- Dichaea tuberculilabris  Folsom (1994)
- Dichaea tuerckheimii  Schltr. (1916)
- Dichaea tunguraguae  Kraenzl. (1923)
- Dichaea vaginata  Rchb.f. ex Kraenzl. (1923)
- Dichaea venezuelensis  Carnevali & I.Ramírez (1993)
- Dichaea violacea  Folsom (1994)
- Dichaea viridula  Pupulin (2005)
- Dichaea weigeltii  Rchb.f. (1859)